# Кастеллан (округ)
Округ Кастеллан (фр. Arrondissement de Castellane) — округ у Франції, в департаменті Альпи Верхнього Провансу. 2023 року округ об'єднував 41 муніципалітет, населення становило 11 397 осіб.
Адміністративний центр (супрефектура) — Кастеллан.

## Муніципалітети
Список муніципалітетів округу та їхні коди INSEE:
1. Алло (04006)
2. Аллон (04005)
3. Англь (04007)
4. Анно (04008)
5. Антрево (04076)
6. Баррем (04022)
7. Бліє (04030)
8. Бовезе (04025)
9. Бро (04032)
10. Валь-де-Шальвань (04043)
11. Вергон (04236)
12. Віллар-Кольмар (04240)
13. Демандоль (04069)
14. Кастеллан (04039)
15. Кастелле-ле-Сосс (04042)
16. Клюман (04059)
17. Кольмар (04061)
18. Ла-Гард (04092)
19. Ла-Мюр-Аржан (04136)
20. Ла-Палю-сюр-Вердон (04144)
21. Ла-Рошетт (04170)
22. Ламбрюїсс (04099)
23. Ле-Фюжере (04090)
24. Меай (04115)
25. Мор'є (04133)
26. Пейруль (04148)
27. Ругон (04171)
28. Сен-Бенуа (04174)
29. Сен-Жак (04180)
30. Сен-Жульєн-дю-Вердон (04183)
31. Сен-Льйон (04187)
32. Сен-П'єрр (04194)
33. Сене (04204)
34. Сент-Андре-лез-Альп (04173)
35. Солея (04210)
36. Сосс (04202)
37. Тартонн (04214)
38. Торам-Басс (04218)
39. Торам-От (04219)
40. Шодон-Норант (04055)
41. Юбре (04224)